# Barthélémy Mesas
Barthélémy Mesas (* 21. Juli 1931 in Marseille; † 30. Dezember 2012 in Alès) war ein französischer Fußballspieler.

## Karriere
Der linke Mittelfeldspieler Mesas kam mit 17 Jahren zu Olympique Marseille; im Verlauf der Saison 1951/52 schaffte er erstmals den Sprung in die Erstligamannschaft. Sein Profidebüt gelang ihm am 6. Januar 1952, als er bei der 0:2-Niederlage gegen den FC Sète in der höchsten französischen Spielklasse auflief. Fortan kam der als physisch stark geltende Spieler zu regelmäßigen Einsätzen für das Team, mit dem er 1954 das nationale Pokalfinale erreichte; im Endspiel stand er auf dem Platz, verpasste aber aufgrund einer 1:2-Niederlage gegen den OGC Nizza den Titelgewinn. Stattdessen gewann er mit der Coupe Charles Drago im Jahr 1957 seine erste Trophäe.
1958 wechselte der Profi zum Zweitligisten SO Montpellier. Mit Montpellier gewann er 1961 die Zweitligameisterschaft, was zugleich den Aufstieg in die Erstklassigkeit mit sich brachte. Im Anschluss daran blieb er Stammspieler, bis er am Ende des Jahres 1964 mit 33 Jahren nach 197 Erstligapartien mit drei Toren und 110 Zweitligapartien mit einem Tor seine Laufbahn beendete. Mesas zog sich bis zu seinem Tod im Jahr 2012 aus dem Fußball zurück.